# Иљушин Ил-38
Иљушин Ил-38 (Iljušin Il-38) (НАТО назив May) је четворомоторни турбоелисни совјетски противподморнички авион, пројектован у ОКБ Иљушин, а направљен на бази путничког авиона Ил-18Д у фабрици авиона No 240 из Москве у СССР, у периоду од 1967. до 1970. године.

## Пројектовање и развој
Налог за пројектовање авиона Ил-38 издат је 18.06.1960. године како би се парирало америчком противподморничком авиону Р-3А Орион фирме Локид. Авион је настао адаптацијом авиона Ил-18Д. Пројектовање и израда овог авиона је трајала веома кратко, тако да је први пут полетео 27. септембра 1961. године. Фабричка испитивања су завршена током лета 1961. године а у оперативну употребу ушао је марта месеца 1968. године. У периоду од 1962 до 1968. године је развијана и усавршавана противподморничка опрема.

### Технички опис
Авион Ил-38 је нискокрилни једнокрилац металне конструкције са четири турбоелисна мотора АИ-20М. У односу на Ил-18 овај авион има крила померена унапред за 3 метра, дужи труп за 4 метра, а у репном продужетку је смештен сензор магнетометра. У утроби авиона се налазе два прегратка у првом прегратку који је био под притиском налазила се противподморничка опрема и оператери који су њоме руковали а у другом одељку је био смештај противподморничког оружја. Све остало је као код Ил-18.

### Електронска опрема
- навигациони систем,
- аутопилот,
- навигациони уређај,
- компас систем,
- радио-компас,
- систем за претраживање и праћење „Беркут“,
- МАД детектор магнетних аномалија,
- комуникациона опреме.

### Наоружање
Максимална маса бојевог наоружања коју је могао да понесе овај авион је била 8 тона.
- 2 противподморничка торпеда АТ-1 или АТ-2,
- 10 дубинских бомби ПЛАБ-250,
- 8 морских мина АНД-2,
- бомбе за осветљавање и сонар бове.
- крстареће ракете за површинске бродове,

## Оперативно коришћење
Авион Ил-38 је произведен у фабрици No 240 у Москви СССР, у периоду од 1967. до 1970. године. За то време је произведено укупно 57 примерака ових авиона. Користе га морнаричка ваздухопловства Русије и Индије и планирају да га користе до 2015. године. Посада је 7-мо члана: пилот (капетан авиона), копилот, навигатор (инжењер лета), тактички координатор, радарски оператор, сензор оператор и оператор детектора магнетних аномалија (МАД). Ови авиони се могу користити за надзор, трагање и спашавање, поморске извиђачке и противподморничке ратне операције. Ови ваздухоплови могу да открију и пресрећу површинска пловила и подморнице.
Током 1968. године једна ескадрила Ил-38 је била стационирана у Каиру због затегнутих односа између Египта и Израела и ту је била до 1972. године. Авиони су летели под египатском заставом са совјетском посадом. Поред овога ови авиони су коришћени у ратним жариштима: Јужном Јемену, Етиопији, Либији и Сирији. Након распада СССР-а ови авиони су наставили да лете у саставу руских арктичке и пацифичке флоте.
- Авион Ил-38 у лету
- Изглед предњег дела авиона Ил-38
- Против подморнички авион Ил-38 (верзија Ил-18)
- Ил-38 у пратњи крстарице „Маршал Тимошенко“
- Авиони Ту-142 и Ил-38 Индијског ратног ваздухопловства

## Земље које су користиле овај авион
| - Индија - СССР - Русија |